# 李水波
李水波（1956年—），是台灣的企業家、新萊應材創辦人。

## 生平
李水波最初在台中市大甲區的煉鋼廠工作，並在後來成功晉升為廠長。於1991年，他與妻子共同決定創業，成立了新萊公司。妻子的國際貿易背景為他們尋找到了第一位客戶，一家來自美國的客戶下了價值40,000美元的訂單。隨著事業的發展，2000年，根據岳父的建議，他們將公司總部遷移到中國大陸江蘇省崑山市。他們迎來的第一個大單來自乳製品生產巨頭伊利集團。公司於2011年成功在深圳證券交易所上市。
截至2022年4月，根據《富比士》報導，李水波的淨資產達到了11億美元。

## 個人生活
李水波於1956年出生，自幼便展現對機械工程的濃厚興趣。他在台北工業專科學校（現為國立台北科技大學）完成學業。他目前已婚，居住在崑山。